# Horsham, Pennsylvania
Horsham är en ort i Montgomery County i delstaten Pennsylvania, USA.